# Pacino di Bonaguida
Pacino di Bonaguida est un peintre et enlumineur florentin dont l'activité est documentée entre 1302 et 1343.

## Vie et postérité
Une unique œuvre est signée de Pacino di Bonaguida : il s'agit d'un polyptyque représentant une Crucifixion avec saint Nicolas, Bartholomée, Florent et Luc, qui porte l'inscription  SIMON PRESPITERO S. FLORENTII PINGI FECIT HOC OPUS A PACINO BONAGUIDE ANNO DOMINI MCCCX..., conservé à la Galleria dell'Accademia de Florence. Il était placé sur l'autel principal de l' église San Fiorenzo, à Florence (détruite).
Les historiens de l'art ont donc tenté au XXe siècle de retracer sa carrière, en se fondant sur des critères stylistiques, permettant de lui attribuer des peintures et des miniatures pour des manuscrits religieux. Il a passé toute sa carrière à Florence et fut influencé par Giotto di Bondone.

## Œuvres

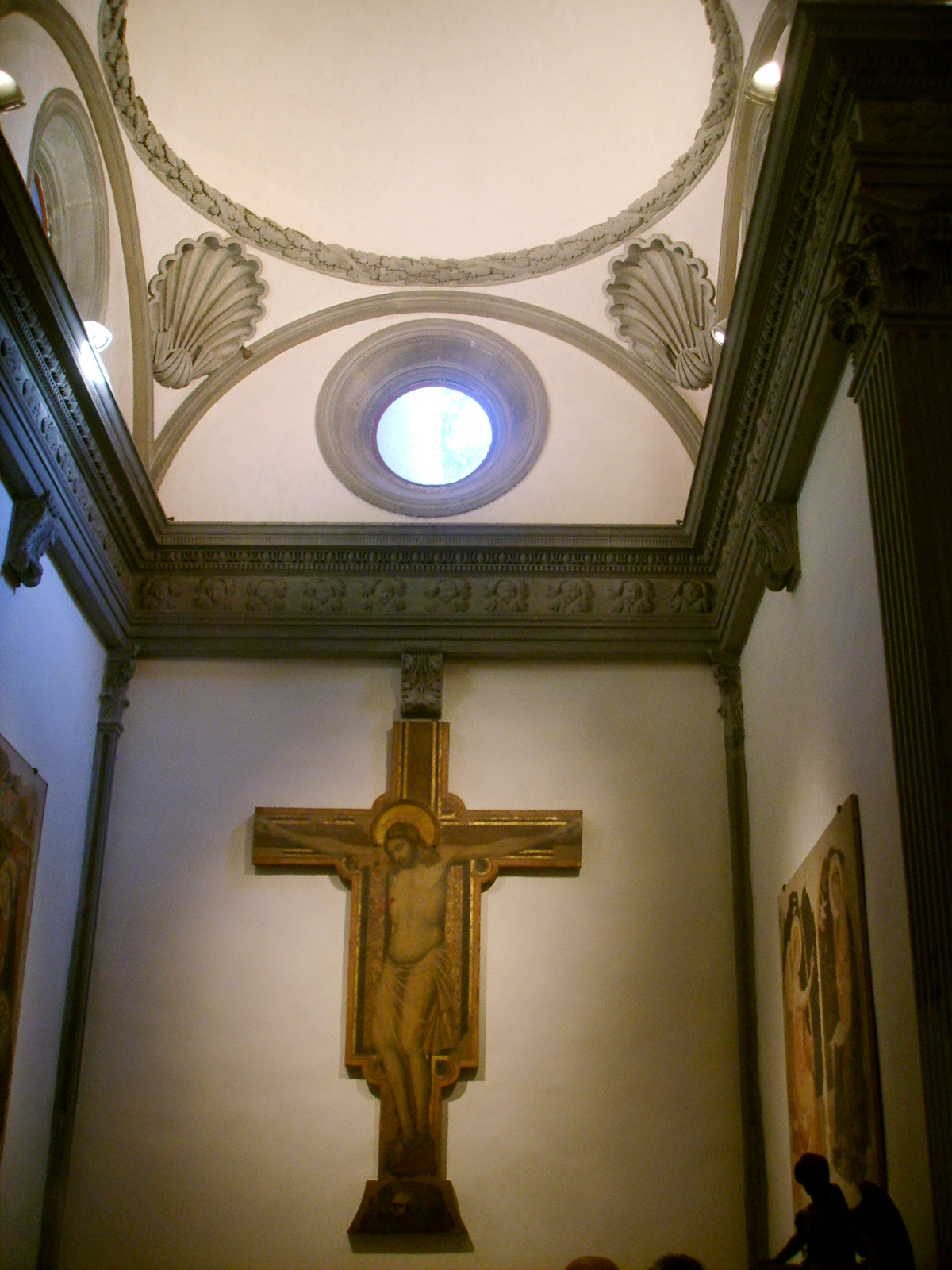
Crucifix dans l'église Santa Felicita, Florence.

- Polittico con la Crocifissione e i santi Nicola, Bartolomeo, Florenzio e Luca, 136 × 249 cm (signé) 1310-1320 circa, Galleria dell'Accademia de Florence, inv. n. 8568
- Cristo crocifisso, crucifix monumental de 330 × 232 cm[3], Florence, Église Santa Felicita
- Albero della Vita, 248 × 151 cm[4], Florence, Galleria dell'Accademia de Florence, inv. n. 8459 (prov. du couvent des Clarisses de Monticelli, Florence)
- Madonna con Bambino dite  Madonna Griggs , 79 × 53 cm[4]  New Haven, Yale University Art Gallery, inv. 1943.204 (puis à New York, Collection M.F. Griggs)
- Polyptyque démembré et dispersé 
  - panneau central con la Madonna con Bambino, 81 × 51 cm[5], Galleria dell'Accademia de Florence, inv. n. 6146
  - panneau latéral con San Giacomo Maggiore, 47 × 28 cm[6], Rome, Asta  Christie's  del 22 mai 1980, lot  no 01 (prov. de la Collection Cortese de  Castagneto Carducci )
- Dossale della Madonna con Bambino, santi e donatore, 62 × 159 cm[7], 1976 ), Baltimore , Walters Art Museum, n. 37.2494 (acquistato nel  1973 )
- Polittico delle sante Flora e Lucilla, démembré
  - panneau central con la Madonna con Bambino, 69 × 52 cm, Florence, Palazzo Vecchio, Collection Charles Loeser
  - panneau latéral con Santa Flora 75 × 52 cm[8], New Haven , Yale University Art Gallery, inv. 1943.203
  - panneau latéral con Santa Lucilla, 71 × 50 cm, New Haven , Yale University Art Gallery, inv. 1946.13
- Polyptyque de San Procolo (?), démembré et en partie dispersé 
  - trois panneaux latéraux[4], avec San Nicola (?), San Giovanni Evangelista e San Procolo (?), 71 × 45 cm chaque, Florence, Galleria dell'Accademia, inv. nn. 8698-8699-8700
  - deux éléments de prédelle de la  Storie di san Procolo, 27 × 33 cm circa ciascuno[9]  Cambridge , Harvard University Art Museums , Fogg Art Museum, inv. 1943.110, 1943.111
  - élément de prédelle de San Procolo celebra la messa alla presenza di un vescovo, provenance inconnue (Paris, Asta Drouot Richelieu, 1992, n. 39)
  - élément de prédelle du Martirio di un santo (san Fiorenzo ?), Bergamo, Collection privée
  - élément de prédelle de la Resurrezione di un fanciullo morto posto sotto la tomba di san Procolo (attribution Roberto Longhi, 1948), Francoforte, Collection privée
- panneau latéral de polyptyque de San Giacomo maggiore, 61 × 36 cm[10], New York, Collection privée
- Triptyque Wildenstein de la Crocifissione, Compianto sul Cristo morto, Ascensione di Cristo, 46 × 78 cm, provenance inconnue (depuis à New York, Wildenstein & Co.)
- Tabernacle de la Crocifissione di Cristo con donatori e storie della vita di Cristo, 45 × 64 cm[8], Tuckson , The University of Arizona Museum of Art, inv. 61.118 (depuis à New York, Collection  Kress  n. K1717)
- Altarolo con la Crocifissione, Madonna e santi, 50 × 40 cm[11], Florence, Musée des Offices  (inv. 1890 n. 9806)
- Crocifissione di Cristo e santi, 27 × 20 cm, provenance inconnue (depuis à Florence, Villa I Tatti, The Harvard University Center for Italian Renaissance Studies )
- fragment de crucifix :  Cristo crocifisso, 139 × 35 cm[8], Ponce  (Puerto Rico), Museo de Arte de Ponce, inv. 62.0259 (depuis à New York, Collection Samuel H. Kress, inv. K126)
- Diptyque Strauss San Giovanni Evangelista in Patmos, Madonna con Bambino in trono e santi, Transito della Madonna, Crocifissione di Cristo, 62 × 81 cm, New York, The Metropolitan Museum of Art, inv. 64.189.3
- Tabernacle de Chiarito, 101 × 113 cm[5], Los Angeles , Getty Center, n. 85.PB.311 (Couvent  Chiarito de  Florence fin 1787).

### Enluminures

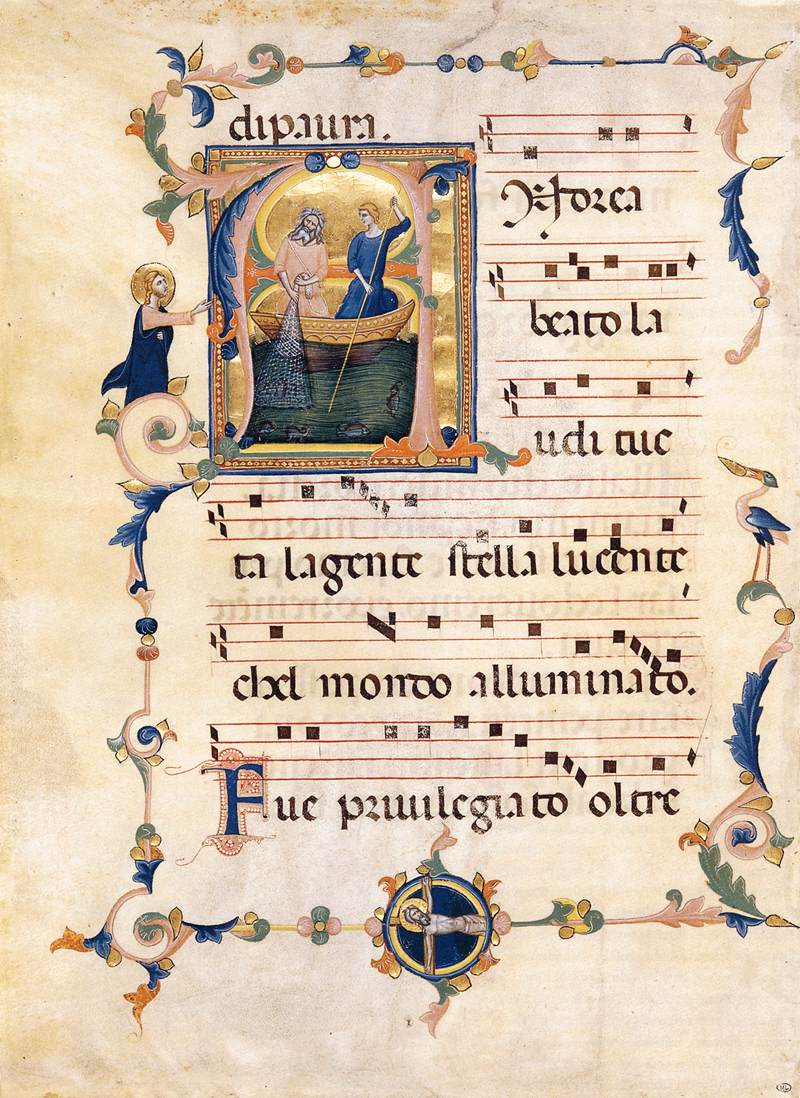
Folio du Laudario della Compagnia di Sant'Agnese, musée du Louvre

- Manuscrit des Décrétales de Giovanni Andrea, vers 1334, Bibliothèque apostolique vaticane
- manuscrit d'une Cronica de Giovanni Villani, vers 1333-1340, Bibliothèque apostolique vaticane
- Panégyrique de Robert d'Anjou, vers 1336, British Library
- L'Apparition de saint Michel, v.1340, British Library, Londres[12]
- Ammaestramenti degli antichi de Bartolomea di San Concordio, vers 1343, Biblioteca nazionale Braidense
- Antifonario 3 de l'Archivio capitolare di Prato
- Manoscritto n. 1466 de la Bibliothèque Riccardiana de  Florence
- Manoscritto Plut. 3939 de la Bibliothèque Laurentienne de  Florence
- Folio du Laudario della Compagnia di Sant'Agnese, cabinet des dessins du musée du Louvre, Inv.9828
- Messale di Orsanmichele.